# Élections municipales de 1977 à Dunkerque
Les élections municipales ont lieu le 13 mars 1977 à Dunkerque.

## Mode de scrutin
La loi du 5 avril 1884 est considérée comme l'acte fondateur de la démocratie municipale en France, instituant un régime juridique uniforme pour toutes les communes (à l'exception de la ville de Paris). Elle affirme l'élection des membres du conseil municipal (les conseillers municipaux) au suffrage universel direct et l'élection du maire par le conseil municipal. Le mandat est fixé à quatre ans, il est porté à six ans en 1929.
Le mode de scrutin retenu est le scrutin majoritaire plurinominal à deux tours avec panachage. Il reste en vigueur pour toutes les communes jusqu'aux élections de 1947, où un scrutin proportionnel s'applique aux communes de plus de 9 000 habitants.
L'ordonnance du 4 février 1959 rétablit le scrutin majoritaire pour les communes de moins de 120 000 habitants. Pour les autres, le scrutin est un scrutin proportionnel de liste à un tour. Mais dès 1964, une loi supprime totalement la proportionnelle :
- dans les communes de moins de 30 000, le scrutin majoritaire avec panachage est maintenu ;
- dans les communes de plus de 30 000 est créé un scrutin majoritaire avec liste bloquée à deux tours : la liste gagnante (majorité absolue au premier tour, relative au second) remporte la totalité des sièges du conseil municipal ; à Paris, Marseille et Lyon, le scrutin a lieu par secteurs composés d'un, plusieurs ou une partie d'arrondissement.

## Contexte
Première grande élection après les fusions de la ville Dunkerque avec les villes de Rosendaël et Petite-Synthe en 1972 après celle avec Malo-les-Bains en 1969, Claude Prouvoyeur qui était devenu conseiller général du canton de Dunkerque-Est en 1973 se représente pour une seconde fois devant les élécteurs. Face à lui Roger Fairis pour le Parti socialiste et M. Baudelle pour le Parti écologiste.

## Résultats[4]
- Maire sortant : Claude Prouvoyeur (CNIP)
- 39 sièges à pourvoir (population légale 1977 : 83 759 habitants)

| Candidat        | Candidat           | Parti            | Premier tour | Premier tour | Second tour | Second tour |
| Candidat        | Candidat           | Parti            | Voix         | %            | Voix        | %           |
| --------------- | ------------------ | ---------------- | ------------ | ------------ | ----------- | ----------- |
|                 | Claude Prouvoyeur* | Sans étiquette   | 18 616       | 52,35        |             |             |
|                 | Roger Fairis       | PS               | 14 542       | 40,89        |             |             |
|                 | J. Baudelle        | Parti écologiste | 2 401        | 6,75         |             |             |
|                 |                    |                  |              |              |             |             |
| Inscrits        | Inscrits           | Inscrits         | 49 588       | 100,00       | 49 588      | 100,00      |
| Abstentions     | Abstentions        | Abstentions      | 13 504       | 27,23        |             |             |
| Votants         | Votants            | Votants          | 36 084       | 72,76        |             |             |
| Blancs et nuls  | Blancs et nuls     | Blancs et nuls   | 525          | 1,05         |             |             |
| Exprimés        | Exprimés           | Exprimés         | 35 559       | 71,70        |             |             |
| * Maire sortant |                    |                  |              |              |             |             |

## Conseil municipal de Dunkerque de 1977 à 1983[5]
- Claude PROUVOYEUR : Maire de Dunkerque, Conseiller général du Nord (1973/1979) et Vice-président de La Communauté urbaine de Dunkerque.

- 1er Adjoint Louis DEWERDT (Affaires communautaire, Urbanisme et Environnement), il est aussi Conseiller régional du Nord-Pas-de-Calais du 21 janvier 1978 au 21 juin 1989 et Vice-président de la Communauté urbaine de Dunkerque du 24 avril 1977 au 23 janvier 1989[6].
- 2e Adjoint Pierre VANHILLE (Sport).
- 3e Adjoint Daniel ROUILLEAUT (Affaires sociales et organismes sociaux).
- 4e Adjoint Victor CALCOEN (Annexe de Petite-Synthe).
- 5e Adjoint René DUSSAUSSOIS (Affaires financière, régies).
- 6e Adjoint Charles LANGLART (Travaux, superstructure).
- 7e Adjoint Robert LENOIR (Affaires socio-éducatives).
- 8e Adjoint Charles ANTOINE (Affaires culturelles).
- 9e Adjoint Abdon PYNTHE (Maire délégué de Mardyck à partir du 1er janvier 1980 Mardyck est devenue commune associée de Dunkerque).
- 10e Adjoint Roger DEBROUWER  (Sans attribution).
- 11e Adjoint Charline TOP (Sans attribution).

Adjoints supplémentaires : 
- Maxime LAPLACE (Affaires civiles et militaires).
- André GOSSET (Foires, marchés, travaux et infrastructure).
- Claude CROO (Tourisme, camping, Animation et place).
- Jean BEST (Fêtes et réception, Cérémonies publiques).
- Jean VERLEY (Relations publiques, jumelages).

Adjoints spéciaux : 
- Jean NORBERT (Adjoint spécial de Malo-les-Bains).
- Marcel BOCQUET (Adjoint spécial de Rosendaël).
- André SION (Adjoint spécial de Petite-Synthe).
- Claude VANDAELE (Adjoint spécial de Mardyck).

Conseillers municipaux :
- Paul Vanhille
- Alfred Vanbaelinghem
- Louis Brown
- Jules Stoclin
- Guy Lacroix
- Simon Duforet
- Pierre Basset
- Denise Duhamel
- Guilly François
- Giraud Nivière
- Robert Roelandt
- Michel Legras
- Théophile Debrabandère
- Maurice Ledeux
- Benoit Venturini
- Odette Vantours
- Jean Deboom
- Jean-Pierre Verhille (Officier d'Etat Civil à l'annexe de Rosendaël)
- Jacques Deboes
- Claude Lacour (Mme)
- Roger Hulo
- Jacques Dekyndt
- Emmanuel Dewees
- Nicole Pynthe
- Bernard Van Autryve
- Hervé Larcy